# Pojęcia związane z go
Pojęcia związane z go – specyficzna terminologia stosowana w grze go. 
W Polsce na ogół stosuje się terminy wywodzące się z języka japońskiego, jednak w niektórych przypadkach lepiej przyjęły się nazwy polskie lub angielskie.

## Lista pojęć

### Aji
Aji (jap. 味; dosł. smak, potencjał) - potencjał, jaki posiada dany kamień lub grupa kamieni, który może się zrealizować później w trakcie gry. Struktura może mieć dobre Aji albo złe Aji w zależności od tego czy posiada atut czy słabość.

### Atari
|               |  |  |  |  |
|               |  |  |  |  |
|               |  |  |  |  |
|               |  |  |  |  |
|               |  |  |  |  |
| Biały w atari |  |  |  |  |

Atari (jap. 当たり) - Kamień lub grupa kamieni z jednym oddechem.

### Byō-yomi
Byō-yomi (jap. 秒読み; dosł. odliczanie) - Dodatkowy czas gry liczony po wyczerpaniu czasu podstawowego. Wyczerpanie czasu byō-yomi jest równoważne z przegraniem gry przez czas. W tradycyjnym (japońskim) byō-yomi gracz dostaje na każdy ruch pewną ilość czasu (np. 10 sekund) i przy kolejnym ruchu ten czas liczy się od początku. 
Zwykle ustala się kilka okresów byō-yomi – jeżeli gracz wyczerpie przy danym ruchu czas pierwszego okresu, to zaczyna być liczony czas kolejnego okresu. Wyczerpany okres byō-yomi nie odtwarza się przy kolejnym ruchu. W zachodnim go stosuje się czasem tzw. kanadyjskie byō-yomi, w którym czas nie jest liczony jeden ruch, ale na określoną ich ilość. Po wykonaniu tej liczby ruchów czas liczony jest od początku.

### Chūban
Chūban (jap. 中盤; dosł. środek) - Faza gry środkowej. Styl gry w tej fazie rozgrywki jest unikatowy dla każdego gracza.

### Cięcie
Pozbawienie możliwości połączenia dwóch grup kamieni tego samego koloru, poprzez postawienie kamieni przeciwnika w miejsce potencjalnego połączenia.

### Dame
Dame (jap. 駄目) - Neutralny obszar, który nie jest otoczony przez żaden kolor kamieni.

### Dan
Mistrzowski stopień umiejętności gry. System ten zapoczątkował Sansa Hon’inbō, nadanie uczniowi stopnia dan oznaczało przyjęcie go do grona profesjonalistów, co wiązało się z opuszczeniem szkoły i możliwością samodzielnego nauczania gry. Im większe dan, tym gracz ma większe umiejętności.

### Drabinka
|          |  |  |  |  |  |  |  |  |
|          |  |  |  |  |  |  |  |  |
|          |  |  |  |  |  |  |  |  |
|          |  |  |  |  |  |  |  |  |
|          |  |  |  |  |  |  |  |  |
|          |  |  |  |  |  |  |  |  |
|          |  |  |  |  |  |  |  |  |
|          |  |  |  |  |  |  |  |  |
|          |  |  |  |  |  |  |  |  |
| Drabinka |  |  |  |  |  |  |  |  |

Specjalna struktura, która powstaje gdy grupa kamieni złapana w sieć próbuje uciec, ale jest co ruch stawiana w kolejnym atari. Broniący się gracz tworzy zygzakowaty wzór widoczny na diagramie po lewej.
Jeśli obrońca na swojej drodze do krawędzi nie trafi na przyjazne kamienie, grupa zostaje schwytana.

### Fałszywe oko
Punkt, który może wydawać się okiem wewnątrz struktury, ale nim nie jest. W rzeczywistości przeciwnik może otoczyć część struktury i rozciąć ją na kilka części.
Początkujący gracze często mają trudności z rozróżnieniem tych dwóch pozycji.

### Fuseki
Fuseki (jap. 布石) - Początkowa faza gry, w której gracze zarysowują swoje strefy wpływów.

### Gaisei
Gaisei (jap. 外勢) - patrz Wpływy.

### Geta
Geta (jap. ゲタ; dosł. sieć) - patrz Sieć.

### Goban
Goban (jap. 碁盤) - Plansza do go złożona z 19 poziomych i 19 pionowych linii, na których przecięciach kładzie się kamienie. Czasami stosuje się również mniejsze rozmiary np. 9x9 lub 13x13.

### Gote
Gote (jap. 後手) - Ruch lub sekwencja ruchów, które powodują utratę inicjatywy. Przeciwieństwem gote jest sente.

### Groźba Ko
Agresywny ruch stosowany, aby odebrać przeciwnikowi możliwość wydostania się z sytuacji Ko.

### Handicap
Mechanizm wyrównania, który umożliwia grę graczom o różnych poziomach sprawności. 
Słabszy gracz, zaczynający grę czarnymi kamieniami, ustawia na pustej planszy ilość kamieni odpowiadającą różnicy w stopniach (kyū), np. gracz słabszy o pięć kyū otrzymuje pięć dodatkowych kamieni. Tradycyjnie dodatkowe kamienie ustawia się w ściśle określonych miejscach, natomiast tzw. chiński handicap pozwala słabszemu graczowi samemu wybrać miejsce ustawienia kamieni.

### Ikken tobi
|            |  |  |  |  |
|            |  |  |  |  |
|            |  |  |  |  |
|            |  |  |  |  |
|            |  |  |  |  |
| Ikken tobi |  |  |  |  |

Ikken tobi (jap. 一間トビ) - Kształt, w którym jeden kamień jest oddalony od drugiego o dwa punkty w pewnym kierunku (czyli jest pomiędzy nimi jeden wolny punkt).

### Ikken shimari
|               |  |  |  |  |
|               |  |  |  |  |
|               |  |  |  |  |
|               |  |  |  |  |
|               |  |  |  |  |
| Ikken shimari |  |  |  |  |

Ikken shimari (jap. 閉まり) - Zabezpieczenie rogu (shimari) przez zagranie dwóch kamieni w kształcie Ikken tobi.

### Jōseki
Jōseki (jap. 定石; dosł. ustalone kamienie) - Utrwalona tradycją sekwencja ruchów dająca obu graczom korzyści podobnej wartości.

### Jeniec
Kamień lub grupa kamieni zdjętych z planszy po zbiciu.

### Kabe
Kabe (jap. 壁) - patrz Ściana.

### Kakeme
Kakeme (jap. 欠け眼) - patrz Fałszywe oko.

### Keima
|       |  |  |  |  |
|       |  |  |  |  |
|       |  |  |  |  |
|       |  |  |  |  |
|       |  |  |  |  |
| Keima |  |  |  |  |

Keima (jap. ケイマ) - Kształt, w którym jeden kamień jest oddalony od drugiego o dwa punkty w pewnym kierunku i jeden w innym. Przydatny przy tworzeniu. Jego główną wadą jest to, że jest łatwy do przecięcia (w miejscach oznaczonych okręgami).

### Keima shimari
|               |  |  |  |  |
|               |  |  |  |  |
|               |  |  |  |  |
|               |  |  |  |  |
|               |  |  |  |  |
| Keima shimari |  |  |  |  |

Zabezpieczenie rogu (shimari) przez ustawienie w nim kształtu keima.

### Kifu

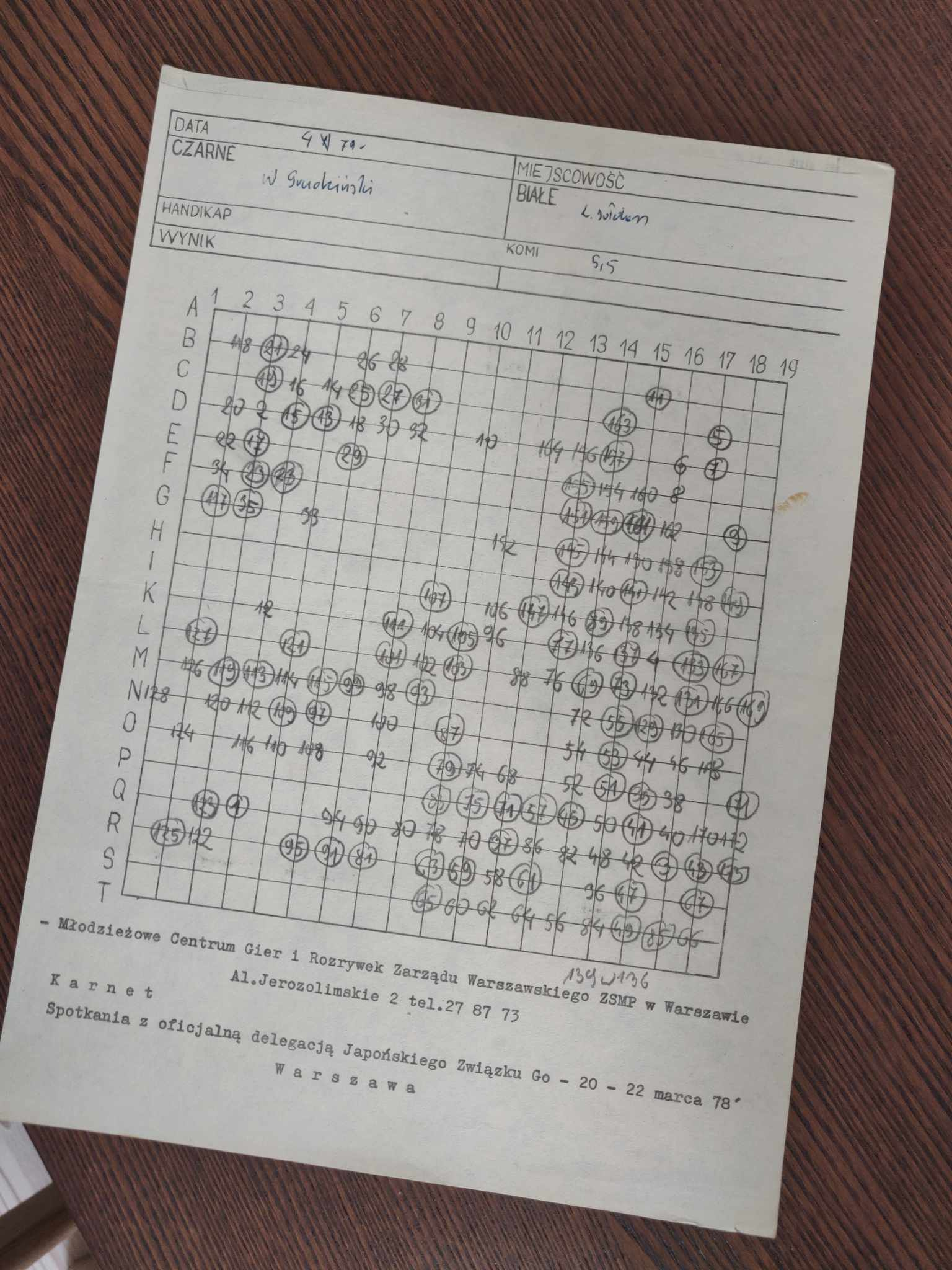
Kifu z meczu Sołdan - Grudziński z I Mistrzostw Polski w go, 1979

Kifu (jap. 寄付) - zapis partii go. Aby taki zapis był użyteczny, musi zawierać:
- imiona i nazwiska zawodników,
- zastosowany handicap,
- uzgodnione komi,
- diagram z historią ruchów.

### Kiri
Patrz Cięcie.

### Ko
|    |  |  |  |  |
|    |  |  |  |  |
|    |  |  |  |  |
|    |  |  |  |  |
|    |  |  |  |  |
| Ko |  |  |  |  |

Układ kamieni, w którym gracz zbijając kamień przeciwnika sam stawia się w pozycji do zbicia (atari), jak również nazwa związanej z nim zasady zabraniającej powtórzenia pozycji.

### Komi
Komi (jap. コミ, 込み) - Wyrównanie przewagi, jaką uzyskuje gracz stawiający pierwszy kamień na planszę. Biały gracz (jeśli zaczyna czarny) otrzymuje dodatkowe punkty – zwykle jest to 5,5 punktu, ale także 4,5 lub 6,5, a nawet 7,5 punktu. Połowa punktu zapobiega remisom.

### Kosumi
|        |  |  |  |  |
|        |  |  |  |  |
|        |  |  |  |  |
|        |  |  |  |  |
|        |  |  |  |  |
| Kosumi |  |  |  |  |

Kosumi (jap. コスミ) - Kształt, w którym jeden kamień jest oddalony od drugiego o jeden punkt pionowo i jeden poziomo (po przekątnej).

### Kō
|    |  |  |  |  |
|    |  |  |  |  |
|    |  |  |  |  |
|    |  |  |  |  |
|    |  |  |  |  |
| Kō |  |  |  |  |

Kō (jap. 口 dosł. usta) - Kształt o wyglądzie litery L, który tworzą cztery kamienie.

### Kyū
Kyū (jap. 級) - Stopień umiejętności gry osób początkujących. Im większe kyū, tym gracz ma mniejsze umiejętności. 
Przyjęło się, że osoba nic nie wiedząca o go posiada 60 kyū. 
Najwyższym stopniem kyū jest 1, po którym następuje stopień mistrzowski dan. 

### Me
Me (jap. 眼) - patrz Oko.

### Mai
Miai (jap. 見合い) - Para pustych punktów na planszy o takim samym znaczeniu dla obu graczy. Po postawieniu kamienia na jednym z punktów miai następuje postawienie kamienia przeciwnika na drugim punkcie i żaden z graczy po takiej wymianie nie poniesie straty.

### Niken tobi
|            |  |  |  |  |
|            |  |  |  |  |
|            |  |  |  |  |
|            |  |  |  |  |
|            |  |  |  |  |
| Niken tobi |  |  |  |  |

Niken tobi (jap. 二間トビ) - Kształt, w którym jeden kamień jest oddalony od drugiego o trzy punkty w pewnym kierunku (czyli są pomiędzy nimi dwa wolne punkty).

### Nirensei
Nirensei (jap. 二連星 dosł. rząd dwóch gwiazd) - Rozpoczęcie gry, w którym zajmuje się dwa sąsiednie rogi grając hoshi.

### Oddech
Każde wolne przecięcie linii sąsiadujące z kamieniem lub grupą kamieni.
Grupa kamieni musi mieć co najmniej jeden oddech, aby pozostać na planszy.
Kiedy grupie zostaje jeden oddech, jest zagrożona pojmaniem w następmnym ruchu. Taki stan nazywa się atari.

### Ōgeima
|        |  |  |  |  |
|        |  |  |  |  |
|        |  |  |  |  |
|        |  |  |  |  |
|        |  |  |  |  |
| Ōgeima |  |  |  |  |

Ōgeima (jap. ケイマ dosł. wielka keima) 
- kształt, w którym jeden kamień jest oddalony od drugiego o trzy punkty w pewnym kierunku i jeden w innym. Przydatny przy tworzeniu. Jego główną wadą jest to, że jest łatwy do przecięcia (w miejscach oznaczonych okręgami).

### Ōgeima shimari
|                |  |  |  |  |
|                |  |  |  |  |
|                |  |  |  |  |
|                |  |  |  |  |
|                |  |  |  |  |
| Ōgeima shimari |  |  |  |  |

Zabezpieczenie rogu (shimari) przez ustawienie w nim kształtu ogeima.

### Oko
Niezajęty punkt otoczony przez kamienie tego samego koloru. Jest to jedno z najważniejszych pojęć w go – jedno oko daje dużą przewagę a grupa posiadająca co najmniej dwa oka jest żywa, czyli nie można jej zbić.

### Podwójne atari
Sytuacja w której dwa kamienie lub dwie grupy znajdują się jednocześnie w atari i możliwe jest zabezpieczenie tylko jednej z nich.

### Pole
Miejsce na planszy, na którym wolno stawiać kamienie. Pola na gobanie tworzą przecięcia linii poziomych i pionowych. Z punktu widzenia zasad, każde pole ma jednakowe znaczenie. 
Różnice w znaczeniu tych pól przynosi dopiero strategia, na potrzeby której niektóre pola otrzymały tradycyjne nazwy, które wykorzystuje się m.in. do celów dydaktycznych.

### Ponnuki
|         |  |  |  |  |
|         |  |  |  |  |
|         |  |  |  |  |
|         |  |  |  |  |
|         |  |  |  |  |
| Ponnuki |  |  |  |  |

Ponnuki (jap. ポン抜き) - kształt o wyglądzie „diamentu”, który uzyskuje się poprzez otoczenie pustego punktu na planszy z czterech stron, przy czym czwarty punkt może pozostać wolny.

### Sanrensei
Sanrensei (jap. 三連星 dosł. rząd trzech gwiazd) - rozpoczęcie gry, w którym zajmuje się dwa sąsiednie rogi grając hoshi oraz pole znajdujące się w połowie drogi między nimi.

### Sente
Sente (jap. 先手) - ruch, na który przeciwnik musi odpowiedzieć, czyli taki, który zachowuje naszą inicjatywę. Jeśli przeciwnik zignoruje ten ruch (zagra tenuki), to następuje kontynuacja, która jest korzystna dla atakującego i niekorzystna dla przeciwnika.
Przeciwieństwem sente jest gote.

### Semeai
Semeai (jap. せめあい) - Sytuacja na planszy, gdy obaj gracze posiadają grupy kamieni na niewielkim obszarze i żadna ze stron nie stworzyła grupy z dwoma oczami. Podczas semeai gracze starają się zbić grupę przeciwnika.

### Seki
Seki (jap. 関, セキ) - Sytuacja na planszy, gdzie obaj gracze posiadają grupy kamieni, które dzielą wspólny oddech. Postawienie kamienia na wspólnym oddechu przez któregokolwiek z graczy spowoduje postawienie własnej grupy w atari.

### Shichō
Shichō (jap. シチョウ) - patrz Drabinka

### Shimari
Shimari (jap. 締まり, シマリ dosł. zamknięcie) - dwa kamienie umieszczone w rogu planszy celem jego przyszłego zablokowania. Ich celem jest zapewnienie kontroli nad rogiem planszy.

### Shūsakuryū fuseki
Shūsakuryū fuseki (jap. 秀策流布石) - Fuseki charakterystyczne dla gry Shūsaku Hon’inbō, mające kilka wariantów.

### Sieć
Zagranie mające na celu zabicie częściowo już otoczonej grupy przeciwnika poprzez jednoczesne odcięcie jej wszystkich dróg ucieczki.

### Ściana
Grupa kamieni rozciągającą się w jednym kierunku.

### Tenuki
Tenuki (jap. 手抜き) - zagranie polegające na zignorowaniu lokalnego ruchu przeciwnika (w szczególności silnego, np. sente), aby wykonać posunięcie w zupełnie innej części planszy.

### Terytorium
Wszystkie puste pola otoczone wyłącznie przez kamienie danego koloru.

### Tewari
Tewari (jap. 手割り) - metoda analizy ruchów, w której zmienia się kolejność stawianych kamieni w figurze w celu oceny siły danej struktury.

### Tsuke
|       |  |  |  |  |
|       |  |  |  |  |
|       |  |  |  |  |
|       |  |  |  |  |
|       |  |  |  |  |
| Tsuke |  |  |  |  |

Tsuke (jap. ツケ) – zagranie w punkt leżący bezpośrednio przy kamieniu przeciwnika.

### Tsumego
Tsumego (jap. 詰碁), czyli tzw. "problem życia i śmierci" – zagadka polecająca na znalezieniu najlepszej kontynuacji dla skomponowanej sytuacji na gobanie.

### Wpływy
O grupie lub kamieniu mówi się, że ma duże wpływy, jeśli jego istnienie ma (lub istnieje szansa, że będzie miało) duże znaczenie dla przebiegu gry w odległych od niego miejscach na planszy.

### Yonrensei
Yonrensei (jap. 四連星 rząd czterech gwiazd) - otwarcie (Fuseki), w którym zajmuje się wszystkie punkty zaznaczone kropką (hoshi) wzdłuż jednego z boków planszy a następnie najbliższe hoshi na boku prostopadłym. 

### Yose
Yose (jap. ヨセ) - faza gry, w której terytoria już są zarysowane i nabierają ostatecznego kształtu.

## Nazwy punktów na gobanie
|  |  |  |  |  |  |  |  |  |  |  |  |  |  |  |  |  |  |  |
|  |  |  |  |  |  |  |  |  |  |  |  |  |  |  |  |  |  |  |
|  |  |  |  |  |  |  |  |  |  |  |  |  |  |  |  |  |  |  |
|  |  |  |  |  |  |  |  |  |  |  |  |  |  |  |  |  |  |  |
|  |  |  |  |  |  |  |  |  |  |  |  |  |  |  |  |  |  |  |
|  |  |  |  |  |  |  |  |  |  |  |  |  |  |  |  |  |  |  |
|  |  |  |  |  |  |  |  |  |  |  |  |  |  |  |  |  |  |  |
|  |  |  |  |  |  |  |  |  |  |  |  |  |  |  |  |  |  |  |
|  |  |  |  |  |  |  |  |  |  |  |  |  |  |  |  |  |  |  |
|  |  |  |  |  |  |  |  |  |  |  |  |  |  |  |  |  |  |  |
|  |  |  |  |  |  |  |  |  |  |  |  |  |  |  |  |  |  |  |
|  |  |  |  |  |  |  |  |  |  |  |  |  |  |  |  |  |  |  |
|  |  |  |  |  |  |  |  |  |  |  |  |  |  |  |  |  |  |  |
|  |  |  |  |  |  |  |  |  |  |  |  |  |  |  |  |  |  |  |
|  |  |  |  |  |  |  |  |  |  |  |  |  |  |  |  |  |  |  |
|  |  |  |  |  |  |  |  |  |  |  |  |  |  |  |  |  |  |  |
|  |  |  |  |  |  |  |  |  |  |  |  |  |  |  |  |  |  |  |
|  |  |  |  |  |  |  |  |  |  |  |  |  |  |  |  |  |  |  |
|  |  |  |  |  |  |  |  |  |  |  |  |  |  |  |  |  |  |  |

1 - Hoshi, 2 - Komoku, 3 - Mokuhazushi, 4 - Sansan, 5 - Takamoku, 6 - Tengen
Wiele punktów na gobanie o szczególnym znaczeniu posiada własne, utrwalone tradycją nazwy.
Plansza jest kwadratowa i nie faworyzuje żadnej z osi, więc każdy z punktów występuje w wielu miejscach, a do ich wskazania stosuje się notację opisująca ich odległości od poszczególnych boków. Np. 1-1 oznacza punkt znajdujący się w odpowiedniej odległości 1 od obu boków.

### Hoshi
Hoshi (jap. 星; dosł. gwiazda) - Punkty na gobanie zaznaczone kropką (środkowy punkt ma specjalną nazwę tengen). Stawianie kamienia w hoshi jest jednym z dwóch najpopularniejszych sposobów zajmowania rogów na początku gry. Drugim jest komoku. 
Pozycja i liczba Hoshi zależy od rozmiaru planszy. Typowe rozstawienie dla każdego rozmiaru to: 
- 19x19 - punkty 4-4, 4-10 i tengen 10-10 (razem 9 Hoshi)
- 13x13 - punkty 4-4, i tengen 7-7 (razem 5 Hoshi)
- 9x9 - punkty 3-3, tengen 5-5 (razem 5 Hoshi)

### Komoku
|        |  |  |  |  |
|        |  |  |  |  |
|        |  |  |  |  |
|        |  |  |  |  |
|        |  |  |  |  |
| Komoku |  |  |  |  |

Komoku (jap. 小目) - punkty 3-4 leżące o jedno pole poniżej narożnych punktów hoshi, czyli na trzeciej linii wobec jednego brzegu, a czwartej wobec drugiego. Stawianie kamienia w komoku jest jednym z dwóch najpopularniejszych sposobów zajmowania rogów na początku gry. Drugim jest hoshi.

### Mokuhazushi
|             |  |  |  |  |
|             |  |  |  |  |
|             |  |  |  |  |
|             |  |  |  |  |
|             |  |  |  |  |
| Mokuhazushi |  |  |  |  |

Mokuhazushi (jap. 目ハズシ) - punkty 3-5 leżące na trzeciej linii wobec jednego brzegu i piątej wobec drugiego. Jest to punkt często grany we wczesnym stadium gry.

### Sansan
|        |  |  |  |  |
|        |  |  |  |  |
|        |  |  |  |  |
|        |  |  |  |  |
|        |  |  |  |  |
| Sansan |  |  |  |  |

Sansan (jap. 三三  dosł. trzy-trzy) - punkty 3-3 leżące na trzeciej linii wobec obu boków.

### Takamoku
|          |  |  |  |  |
|          |  |  |  |  |
|          |  |  |  |  |
|          |  |  |  |  |
|          |  |  |  |  |
| Takamoku |  |  |  |  |

Takamoku (jap. 高目) - punkty 4-5 leżące na czwartej linii wobec jednego brzegu a piątej wobec innego.

### Tengen
Tengen (jap. 天元  dosł. źródło niebios) - punkt znajdujący się na środku planszy, na pełnowymiarowym gobanie 19x19 umieszczony w punkcie 10-10 oddalonym od każdego z boków o dziesięć linii, jest jednym z punktów wyróżnionych kropką (hoshi).